# DSEC
DSEC(디섹)은 대한민국의 조선 해양 엔지니어링 회사이다. 부산광역시 중구 충장대로 13번길에 위치하고 있다.

## 연혁
- 2002년 4월: 주식회사 디섹이 설립되었다.
- 2004년 1월: 루마니아 DMHI와 설계 및 자재 공급을 계약하였다.
- 2005년 12월: '2천만불 수출의 탑'을 수상하였다.
- 2006년 3월: 미국 General Dynamics NASSCO와 MR Tanker 설계 및 자재 공급 계약을 체결하고 같은년도 12월 5천만불 수출의 탑 수상하였다.
- 2008년 4월: 베트남 BACH DANG 조선소 설계 및 자재 공급 계약하였다.
- 2008년 11월: 일본 SASEBO 조선소 38K 벌크선 설계 공급 계약을 체결하였다.
- 2009년 8월: 오만 ODC 조선소에 시설장비 공급 계약 및 FAT 용역 검사 계약을 체결하였다.
- 2010년 9월: 미국 General Dynamics NASSCO 조선소와 미 해군 MLP 기본 설계 2단계 계약을 체결하였다.
- 2011년 10월: 선보공업과 BWMS(Ballast Water Management System) 공동 개발 계약을 체결하였다.
- 2012년 11월: MMHE LNGC (PUTERI FIRUS/Intan)와 CCS REPAIR PROJECT 계약을 체결하였다.
- 2012년 12월: 미국 General Dynamics NASSCO 조선소와 세계 최초 3,100 TEU급 LNG 추진 컨테이너선 설계 및 자재 공급 계약을 체결 하였다.
- 2013년 6월: 미국 General Dynamics NASSCO 조선소와 APT(American Petroleum Tankers)사의 LNG Ready MR 탱커선 설계 및 자재 공급 계약을 체결하였다.
- 2013년 11월: SEACOR사 LNG Ready MR 탱커선 설계 및 자재 공급 계약을 체결하였다.
- 2015년 8월: 스페인 국영 조선소인  NAVANTIA 조선소와 수에즈막스급 원유 운반선 4척 설계 및 자재 공급 계약을 체결 하였다.
- 2016년 6월: 미국 General Dynamics NASSCO 조선소와 LNG Ready Con-Ro선 2척 설계 및 자재 공급 계약을 체결하였다.
- 2018년 8월: 싱가포르 BW Offshore와 FPSO 1척 FEED Engineering 공급 계약을 체결하였다.
- 2019년 3월: 세계최대 Shell, Prelude FLNG Maintenance 공급 계약을 체결하였다.
- 2019년 7월: 싱가포르 Sembcorp Marine 조선소와 12K LNG Bunkering선 1척 Cargo Containment System 공급 계약을 체결하였다.
- 2019년 8월: 노르웨이 VARD 조선소와 LNG Fueled Polar Explorer Cruise선 1척 Cargo Containment System 공급 계약을 체결하였다.
- 2020년 4월: 미국 Philly Shipyard NSMV 5 척 설계 및 자재 공급 계약을 체결하였다.
- 2020년 12월: 캐나다 Irving Shipbuilding AOPS 설계 및 자재 공급 계약을 체결하였다.